# Cap Calmette
Le cap Calmette est un cap de l'Antarctique. Le cap a été découvert par l’explorateur français Jean-Baptiste Charcot lors de sa seconde expédition et nommé en l’honneur du directeur du journal français Le Figaro, Gaston Calmette.